# St Peter's, Kent
St Peter's är en ort i civil parish Broadstairs and St Peter's, i distriktet Thanet, i grevskapet Kent, i England. Ward hade 7 020 invånare år 2021. St Peter var en civil parish fram till 1894 när blev den en del av St Peter Intra och St Peter Extra. St Peter var en civil parish från 1914 till 1935 då den blev en del av Broadstairs and St Peters, Ramsgate och Margate. Civil parish hade 12 745 invånare år 1931.